# Tassanai Khumkrong
Tassanai Khumkrong (thailändisch ทัศไนย์ คุ้มครอง; * 26. Juli 1997), auch als Tas bekannt, ist ein thailändischer Fußballspieler.

## Karriere
Tassanai Khumkrong stand bis Ende 2019 beim Ranong United FC unter Vertrag. Der Verein aus Ranong spielte in der dritten thailändischen Liga. Am Ende der Saison feierte er mit dem Verein die Vizemeisterschaft und den Aufstieg in die zweite Liga. Nach dem Aufstieg wurde sein Vertrag nicht verlängert. Wo der von Anfang 2020 bis Mitte 2021 gespielt hat, ist unbekannt. Zur Saison 2021/22 nahm ihn sein ehemaliger Verein Ranong United wieder unter Vertrag. Sein Zweitligadebüt gab Tassanai Khumkrong am 4. September 2021 (1. Spieltag) im Heimspiel gegen den Udon Thani FC. Hier wurde er in der 90.+2 Minute für Jennarong Phupha eingewechselt. Das Spiel endete 3:3. Als Tabellenvorletzter musste er mit dem Verein aus Ranong am Ende der Saison 2022/23 in die dritte Liga absteigen.

## Erfolge
Ranong United FC
- Thai League 3 – Lower: 2019 (Vizemeister)  ▲